# Aeropuerto (estación)
La estación de Aeropuerto forma parte de los ramales de las Líneas 2 y 4 del Metro de Panamá, la estación se ubica en el   Aeropuerto Internacional de Tocumen. Se inauguró el 15 de marzo de 2023 como parte del ramal de la línea 2.La estación está elevada sobre la Avenida Domingo Díaz.